# Aston Hill

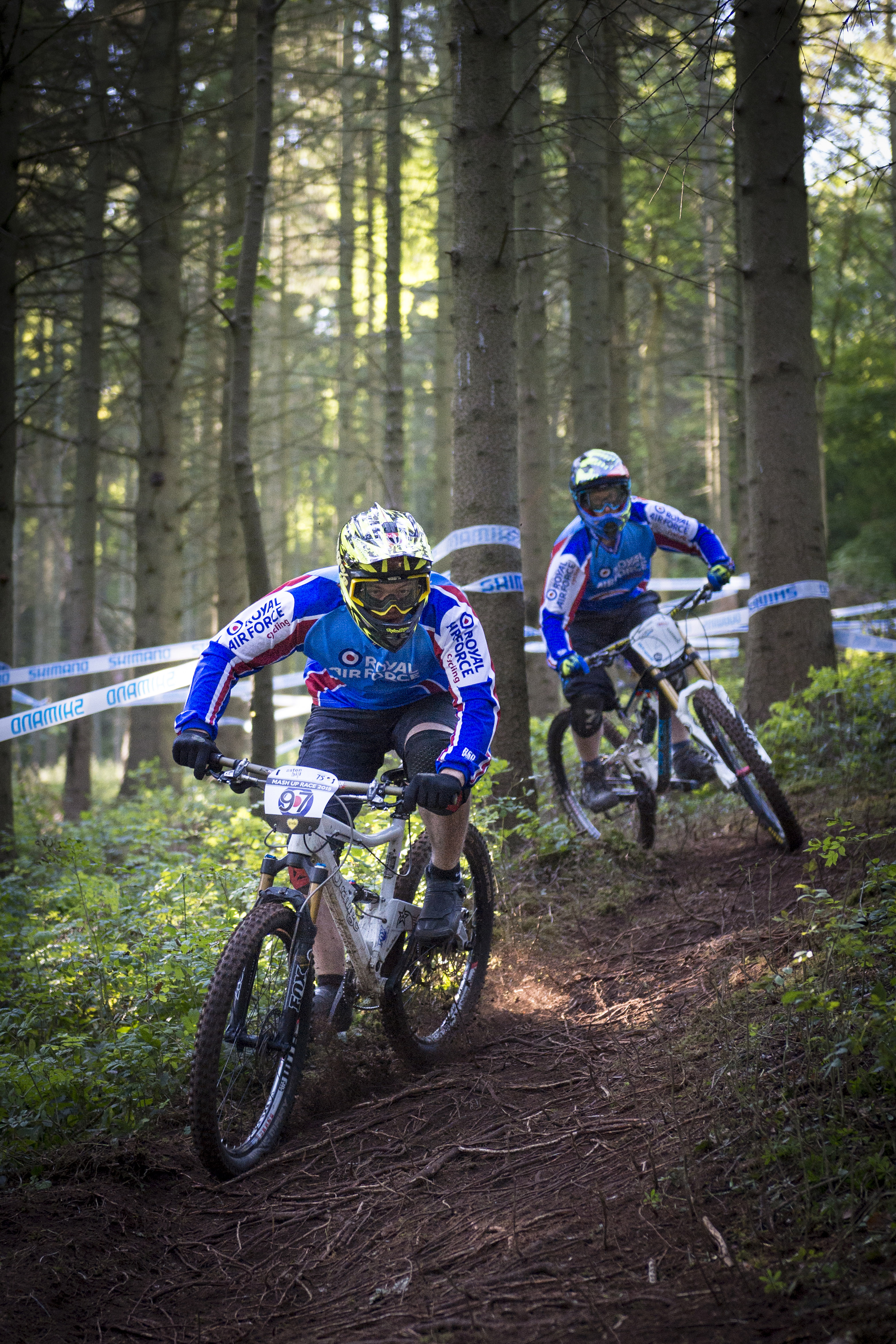
RAF Downhill Championships, Aston Hill 'Mash Up' downhill race, 2015

Aston Hill är en mountainbikepark i Wendover Woods som ligger på bergåsen Chiltern Hills.
Cykelparken är utvecklad och underhålls av Firecrest Mountain Biking, grundad av Ian Warby. 
Det är Downhill(DH), Cross Country(XC), och 4X spår. Downhill spåren är The Red Run, vilket är den del av XC spåret, The Black Run, DH3 och den senaste Ultimate Pursuits. 